# 达尔文拟䳍
达尔文拟䳍（学名：Nothura darwinii），是䳍形目䳍科的一种鸟类。

## 特征
达尔文拟䳍体重约244.58克，翼长约126.4毫米，嘴峰长约20.4毫米，喙宽度约5.6毫米，喙厚度约4.6毫米，跗蹠长约28.9毫米，尾长约62.4毫米。达尔文拟䳍在其分布区内为留鸟，其栖息在半开放的草原环境中，食性为草食性。

## 亚种
- ：分布于秘鲁南部高地（庫斯科的乌鲁班巴山谷）。
- ：分布于秘鲁极东南部和玻利维亚西部的阿尔蒂普拉诺高原。
- ：分布于玻利维亚西部高原（科恰班巴至塔里哈）。
- ：分布于阿根廷西部半干旱亚热带地区。
- ：分布于阿根廷中南部的巴塔哥尼亞。[4]